# Frontenkwartier
Frontenkwartier, en limbourgeois et en maastrichtois « Fróntekerteer », est le nom d'un quartier situé au nord-ouest de la municipalité de Maastricht.

## Compléments